# La Atalayita
La Atalayita és un antic poblat maho que es troba en la vall de Pozo Negro, al municipi d'Antigua, a l'illa de Fuerteventura i havia estat habitat abans de la conquesta europea del segle XV. El poblat disposa de 115 estructures de diverses tipologies: habitatges anomenats "casas hondas" semienterrats de planta circular i volta a base de pedra volcànica de laves procedents de las erupcions de La Caldera de La Laguna i la caldera de Liria, cases de grans dimensions amb diversos espais units els uns als altres, i una cova natural condicionada per habitatge. Tota la zona corresponia a terres mancomunades de pastura i part de les construccions, després de la conquesta han estat emprades pels pastors per a la cura i manteniment del bestiar.
El poblat presenta una construcció restaurada, amb sostre de branques de tarajal, i fang, d'acord amb la construcció tradicional de l'illa.
El poblat, estudiat per primer cop en les dècades de 1950 i 1960 per Sebastián Jiménez Sánchez, que l'anomena El Saladillo, i entre 1974 i 1977 per Demetrio Castro Alfín, que és quan comença a ser anomenat La Atalayita. En 1990 fou objecte d'un Plan Especial de Protección, Conservación y Restauración del que només es va dur a terme la primera part. Fou declarat Bien de Interés Cultural en 2007, pel decret 129/2007, de 24 de maig.